# Левченко, Надежда Алексеевна
Надежда Алексеевна Левченко (до замужества Милинчук; род.  7 ноября 1931, Орехово, Дальневосточный край) — советская спортсменка, одиннадцатикратная чемпионка СССР, двукратная чемпионка Европы (1965, 1967) и чемпионка мира (1966) по гребле на байдарках. Заслуженный мастер спорта СССР (1966).

## Биография
Родилась 7 ноября 1931 года в селе Орехово Дальневосточного края. Начала заниматься гребным спортом во Владивостоке у Гурия Сидорова. После выбора в качестве специализации гребли на байдарках продолжила тренироваться под руководством сначала Юрия Шубина, а потом своего мужа Григория Левченко.
В период с 1959 по 1967 год одиннадцать раз становилась чемпионкой СССР в различных видах программы. В начале и середине 1960-х годов входила в сборную страны, в 1965 и 1967 годах вместе с Антониной Серединой, Людмилой Пинаевой и Марией Шубиной выигрывала золотые медали чемпионатов Европы в классе четвёрок на дистанции 500 метров. В 1966 году они завоевали звание чемпионок мира в той же дисциплине.
В 1968 году завершила свою спортивную карьеру. В 1969 году окончила Школу тренеров при Омском государственном институте физической культуры. В дальнейшем работала тренером по гребле и начальником учебно-спортивного отдела в ДСО «Спартак». В 1982–1986 годах возглавляла владивостокский городской совет этого спортивного общества. Награждена орденом Трудового Красного Знамени (1968), медалями «За трудовое отличие» (1966), «За доблестный труд. В ознаменование 100-летия со дня рождения Владимира Ильича Ленина» (1970) и «Ветеран труда» (1987).

## Семья
- Григорий Левченко (1931–1998) — муж, советский гребец и тренер по гребле на байдарках, чемпион СССР (1963), Заслуженный тренер РСФСР (1970).